# Peltosoma freycinetiae
Peltosoma freycinetiae är en svampart som beskrevs av Syd. & P. Syd. 1925. Peltosoma freycinetiae ingår i släktet Peltosoma, divisionen sporsäcksvampar och riket svampar.   Inga underarter finns listade i Catalogue of Life.